# Spiegelreflexcamera
Een spiegelreflexcamera of kortweg een spiegelreflex, is een fotocamera die voorzien is van een bijzonder zoekersysteem dat optimaal richten en instellen van de camera mogelijk maakt. 
In de stralengang tussen lens (objectief) en film (of sensor) is een spiegel  aangebracht, onder een hoek van 45 graden, die het beeld op een horizontaal instelglas projecteert dat in de regel gematteerd is en meestal matglas wordt genoemd. Normaal kaatst de spiegel het licht naar boven. 

## Eenogige spiegelreflexcamera

Doorsnede van een spiegelreflexcamera met zicht op de optische componenten. De tekening toont de weg van het licht via het objectief (1), de weerkaatsing door de spiegel (2) en de projectie op het matte instelglas (5). Via een lens (6) en het pentaprisma (7) bereikt het beeld de zoeker (8). Tijdens de opname klapt de spiegel omhoog, de sluiter (3) opent, en het beeld wordt geprojecteerd op de film of sensor (4) met precies hetzelfde beeld als zichtbaar in de zoeker

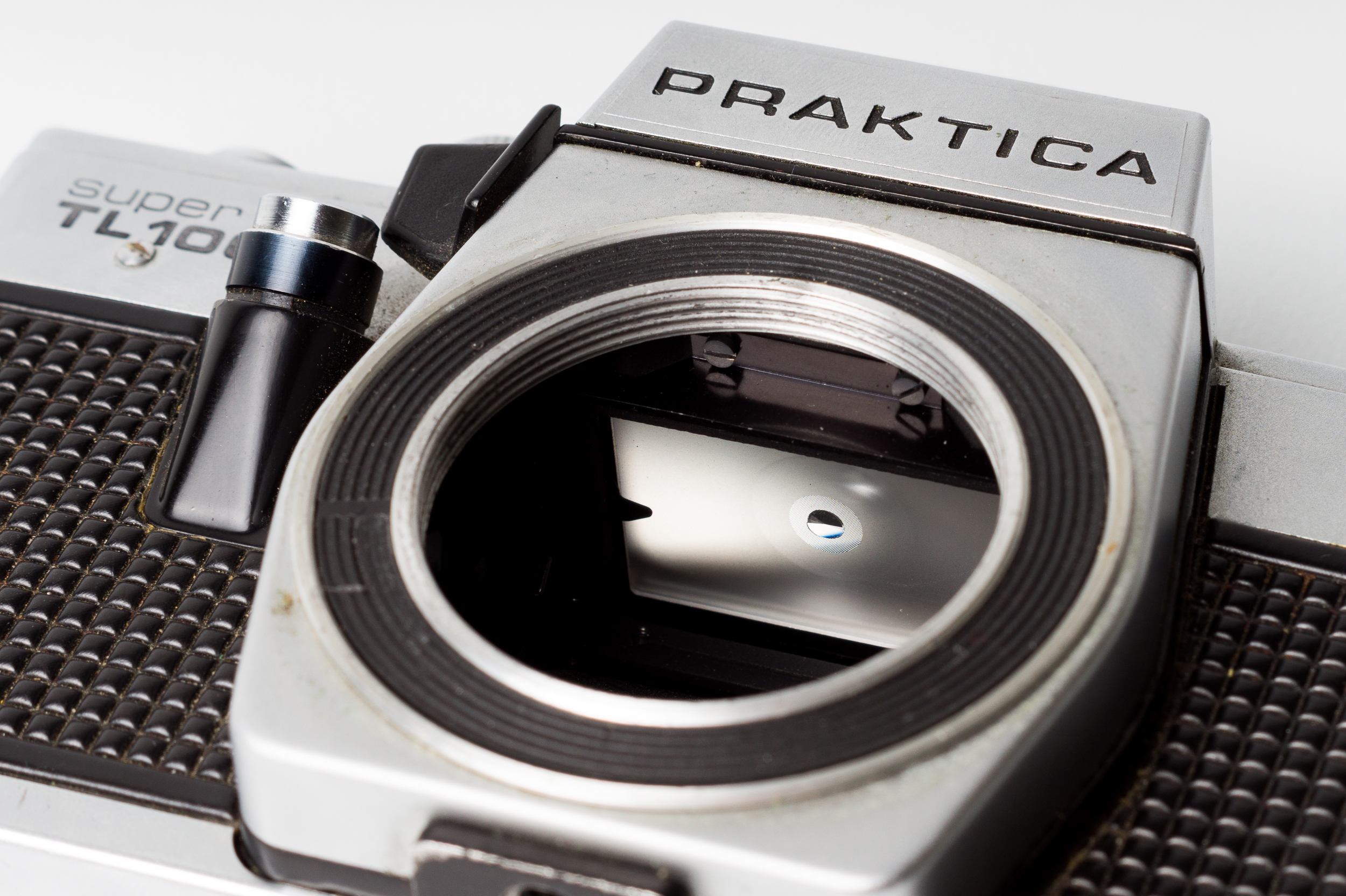
Instelglas in een Praktica Super TL1000

Dit type camera wordt ook wel aangeduid met de afkorting SLR wat staat voor Single Lens Reflex. Meestal betreft het middenformaatcamera's of kleinbeeld-spiegelreflexcamera's.

Bij sommige camera’s kan de fotograaf het beeld op het instelglas rechtstreeks van bovenaf bekijken. Meestal wordt het beeld echter bekeken via één of meer prisma's (gewoonlijk via een pentaprisma, ook wel dakkantprisma genoemd) en/of spiegels (porro mirror system). In sommige camera's kunnen verschillende typen instelglazen geplaatst worden en soms is ook de rest van het zoekersysteem verwisselbaar.
Op het moment van de opname klapt de spiegel weg uit de baan tussen lens en film (sensor) en sluit daarmee tegelijk het via de zoeker invallende licht buiten. Vervolgens opent zich dan de spleetsluiter die zich vlak voor de film (sensor) bevindt. Als de sluiter zich in het objectief bevindt (centraalsluiter) is de camera van klepjes of een hulpsluiter voorzien om te verhinderen dat er licht op de film valt zolang de sluiter openstaat voor het bekijken van het zoekerbeeld. Tijdens het opklappen van de spiegel sluit het diafragma (niet in het plaatje afgebeeld) in het objectief zich tot de waarde die door de gebruiker of door een automatisch systeem is ingesteld. De camera kan op verschillende manieren voorzien zijn van een lichtmeetsysteem; tegenwoordig vindt de lichtmeting altijd door het objectief plaats voor optimale nauwkeurigheid.
Een nadeel van de eenogige is de onvermijdelijke klap die men hoort bij het opklappen van de spiegel tijdens de opname. Hoewel daar bij de nieuwste technologie veel aan verbeterd is, blijft het hoorbaar. Daardoor is dit type reflexcamera minder geschikt voor situaties waarbij volstrekte stilte gewenst is. De tweeogige spiegelreflex of TLR en de meetzoekercamera kennen dit probleem niet.
Zoals gezegd maakt het reflexsysteem optimaal richten en instellen mogelijk. Het beeld op het matglas is namelijk gelijk aan het beeld dat op de film (sensor) gaat komen. Niet alleen de compositie kan exact worden bepaald, zonder het parallaxprobleem dat een doorzichtzoeker met zich brengt, maar ook de scherpte kan nauwkeurig worden ingesteld, net als bij een platencamera/technische camera, die zonder spiegel werkt. 
De eenogige spiegelreflexcamera’s zijn bij uitstek geschikt voor het gebruik van verschillende objectieven. Sommige fabrikanten leveren voor hun camera's tientallen objectieven met verschillende brandpuntsafstanden en lichtsterkte; daarbij zien we steeds meer objectieven met een variabele brandpuntsafstand, zgn. zoom-objectieven.
Ook zijn opstellingen mogelijk voor het maken van extreem-nabij-opnamen met speciaal ontworpen objectieven (macrofotografie) en met opzetstuk ook voor sommige microscopen (microfotografie).

## Tweeogige spiegelreflexcamera

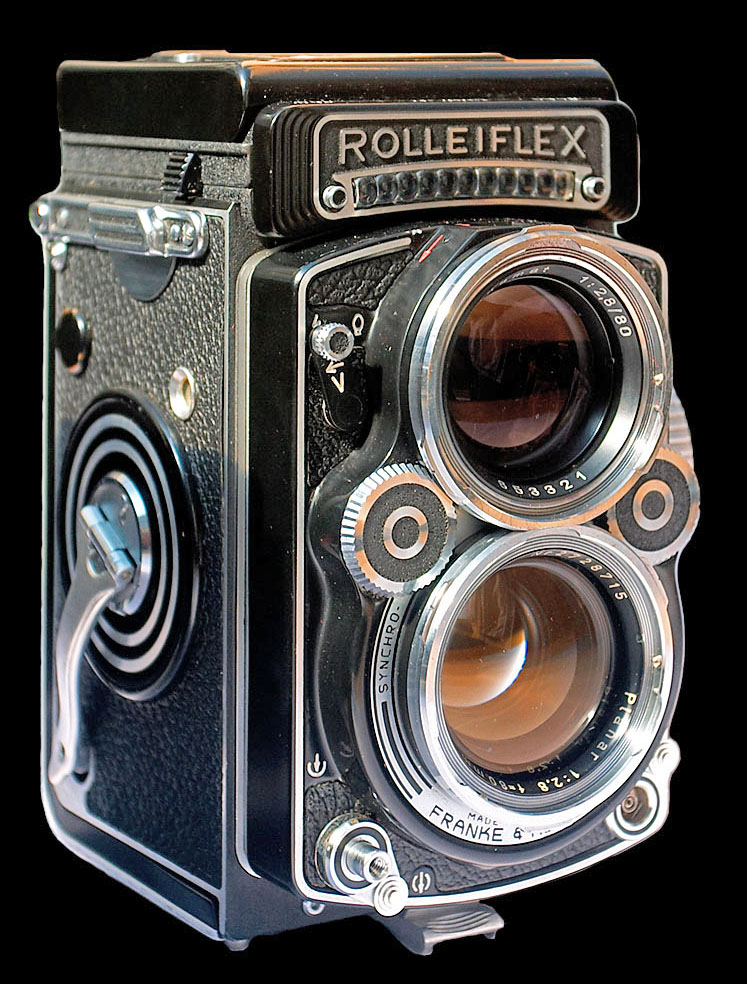
Rolleiflex

Voor dit type fototoestel wordt ook wel de afkorting TLR gebruikt wat Twin Lens Reflex betekent, meestal gaat het dan om middenformaatcamera's.

Een min of meer in onbruik geraakt type spiegelreflexcamera is de tweeogige reflexcamera (voorbeelden: Rolleiflex, Mamiya, Yashica, Lubitel). Hierbij is het zoekersysteem gescheiden van het opnamesysteem. Het zoekerbeeld wordt verkregen met een objectief dat (vrijwel) gelijk is aan het opnameobjectief en dat via een spiegel een beeld op een matglas werpt. De camera heeft dus twee objectieven, normaliter boven elkaar; deze zijn gekoppeld zodat de scherpstelling nauwkeurig op het matglas kan geschieden. Door de parallax zijn het zoekerbeeld en het filmbeeld echter niet 100% aan elkaar gelijk. In tegenstelling tot de eenogige reflexen wordt bij dit type de spiegel niet opgeklapt bij het maken van de opname, hetgeen resulteert in vrijwel geruisloze techniek.

## Geschiedenis
Het spiegelreflexprincipe werd al toegepast in de 19e eeuw. Dit principe werd geoctrooieerd door de Engelse fotograaf Thomas Sutton in 1861. De eerste eenogige kleinbeeld-spiegelreflexcamera werd ontworpen door de Nederlander Bram Loman, geadviseerd door prof. D. van Haren, gebouwd door Johannes van Rijn. De firma Loman &Co. wordt opgericht. Patenten werden in 1889 verkregen in Duitsland (nr 53.003), Engeland (nr 15.163). In 1890 verkrijgt men patent in Frankrijk (207.343). Er treden nog 3 medewerkers in dienst, waarna in 1893 de firmanaam in "Reflex-Compagnie" wordt gewijzigd. Uiteindelijk wordt in 1897 de firma opgeheven.
De eerste, commercieel succesvolle, camera was de Kine-Exakta van de Ihagee Kamerawerke uit Dresden (Duitsland), op de markt gebracht in 1936. Een vernieuwde versie van 1950 heette de Exakta Varex. Veel innovaties in de kleinbeeldspiegelreflex werden in de jaren 1950-1960 geïntroduceerd door het Japanse merk Pentax, zo kwamen zij met de "vlug-terugspiegel" (in oudere modellen bleef de spiegel opgeklapt totdat de sluiter weer gespannen werd), een universele lensvatting, het pentaprisma en "door-de-lenslichtmeting". Ook had Pentax eind jaren 1970 al een model met autofocus, dat echter nooit doorbrak. Autofocus begon in 1985 pas zijn opmars met de Minolta 7000.
De Japanse producent Canon heeft veel aan de ontwikkeling van de DSLR bijgedragen. In 2003 kwam Canon met de EOS 300D als eerste 'goedkope' consumenten camera. Daarna volgde Nikon met de D70. Het was echter Minolta, dat in 1995 al digitale spiegelreflexcamera op de markt bracht: de RD-175. Daarvoor experimenteerde Minolta al met een digitale SLR (in 1989 met de digitale achterwand voor de Minolta 9000, die zijn beelden opsloeg op videotape). De DSLR en de meetzoekercamera hebben veel terrein verloren aan de systeemcamera, die een enorme populariteit heeft verkregen.
In de Olympus Pen F en FT – halfkleinbeeldcamera’s met een staand filmformaat en in de latere digitale reflexen E-300 en E-330 – kaatst de spiegel het beeld naar rechts en niet omhoog zoals gebruikelijk.